# Not Yet Thirty
Not Yet Thirty (en hangul, 아직 낫서른; romanización revisada, Ajik Natseoreun, también conocida como How to Be Thirty) es una serie web surcoreana, transmitida del 23 de febrero de 2021 hasta el 13 de abril de 2021 a través de KakaoTV, Daum Kakao TV y Viki.
La serie web está basada en el webtoon Born in 1985 de Hye-wo.

## Sinopsis
La serie se centra en el trabajo y la vida amorosa de Seo Ji-won, Lee Ran-joo y Hong Ah-young, un grupo de mujeres que acaban de cumplir los 30.
Ji-won es una autora de dibujos animados de webtoon que se aleja del amor para centrarse y poner toda su atención en el trabajo. Todo su esfuerzo ha valido la pena, cuando con sólo 25 años logra su primera publicación. Ahora, con 30 años, se ha convertido en una escritora reconocida con decenas de devotos lectores. Sin embargo las cosas cambian cuando conoce a su nuevo editor, Lee Seung-yoo, quien también fue su primer amor en la escuela secundaria.
Las cosas se complican aún más, cuando el director de cine Cha Do-hoon, quien ha sido seleccionado para adaptar la serie de Ji-won a una película, comienza a confiar y a intentar entablar una amistad con ella.
Mientras tanto, Lee Ran-joo, la mejor amiga de Ji-won, una ex presentadora de televisión, está teniendo dificultades para adaptarse a la vida rutinaria de oficina en su nueva carrera. Sin embargo su vida cambia cuando conoce a Hyung Joon-young.

## Reparto

### Personajes principales
| Actor               | Personaje        | N.º de episodios | Notas |
| ------------------- | ---------------- | ---------------- | --- |
| Jung In-sun         | Seo Ji-won       | 15               | Es una autora de webtoon de 30 años, que después de varios intentos finalmente se convierte en una autora reconocida. Es buena amiga de Lee Ran-joo y Hong Ah-young. |
| Hani (Ahn Hee-yeon) | Lee Ran-joo      | 15               | Es la mejor amiga de Seo Ji-won y Hong Ah-young, una segura y fuerte locutora de 30 años que en el pasado fue una exitosa presentadora de televisión. En lo que respecta a su carrera, es una mujer segura de sí misma. Cuando conoce a Joon-young pronto se siente atraída hacia él y poco después comienzan a salir. |
| Cha Min-ji          | Hong Ah-young    | 15               | Es una apasionada dueña de un pub café, así como la amiga de Seo Ji-won y Lee Ran-joo, quien prefiere enamorarse de su trabajo. |
| Kang Min-hyuk       | Lee Seung-yoo    | -                | Es el profesional gerente del equipo de planificación y producción de la editorial encargada de la edición del webtoon de Seo Ji-won. Seung-yoon es el primer amor de Ji-won. |
| Baek Sung-chul      | Hyung Joon-young | -                | Es un empleado a tiempo parcial del café de Hong Ah-young. Es un joven de corazón puro que se enamora de Lee Ran-joo y poco después comienzan a salir. |
| Song Jae-rim        | Cha Do-hoon      | -                | Es el frío pero afectivo director de cine encargado de dirigir la película basada en el webtoon de Seo Ji-won. |

### Personajes secundarios
| Actor        | Personaje      | N.º de episodios | Notas |
| ------------ | -------------- | ---------------- | --- |
| Kim Ji-sung  | Lee Hye-ryeong | -                | Es una joven mujer que está obsesionada con salir con Lee Seung-yoo, quien a su vez no está interesado en ella.          |
| Lee Chae-won | Yoon Soo-min   | -                | Es la primera superior de Seo Ji-won. Ayuda a Ji-won y a Lee Seung-yoo, cuando este se une a la empresa por primera vez. |
| Kwon Dong-ho | Kim Byeong-ho  | -                | Es un empleado de "Psycho Bride".                                                                                        |
| Lee Kang-min | Kim Byeong-ho  | -                | |

### Otros personajes
| Actor         | Personaje | Episodio donde apareció | Notas          |
| ------------- | --------- | ----------------------- | -------------- |
| Ryu Yeon-seok | -         | 6                       | Es un locutor. |

## Episodios
La serie web está conformada por 15 episodios, los cuales fueron emitidos todos los martes y viérnes a las 17:00 (KST).
| Ep. | Título                                                                         | Director   | Escritor    | Duración              |
| --- | ------------------------------------------------------------------------------ | ---------- | ----------- | --------------------- |
| 1   | Not Yet Thirty (아직 낫서른)                                                   | Oh Ki-hwan | Jung Yi-jin | 23 de febrero de 2021 |
| 2   | Moderately Smart, Moderately Sophisticated (적당히 똑똑해지고 적당히 교묘해진) | Oh Ki-hwan | Jung Yi-jin | 27 de febrero de 2021 |
| 3   | The Best Way to Draw the Line (선을 긋는 최선의 방법)                          | Oh Ki-hwan | Jung Yi-jin | 2 de marzo de 2021    |
| 4   | Like a Watercolor (수채화처럼)                                                 | Oh Ki-hwan | Jung Yi-jin | 6 de marzo de 2021    |
| 5   | When the Doors Open (문이 열리면)                                              | Oh Ki-hwan | Jung Yi-jin | 9 de marzo de 2021    |
| 6   | "I'll Close My Eyes                                                            | Oh Ki-hwan | Jung Yi-jin | 13 de marzo de 2021   |
| 7   | Brilliantly Shattered (찬란하게 부서진)                                        | Oh Ki-hwan | Jung Yi-jin | 16 de marzo de 2021   |
| 8   | Part Truth, Part Lie (진실의 조각 거짓의 파편)                                 | Oh Ki-hwan | Jung Yi-jin | 20 de marzo de 2021   |
| 9   | An Underdog Relationship (을의 연애)                                           | Oh Ki-hwan | Jung Yi-jin | 23 de marzo de 2021   |
| 10  | The Adults' Delusion (어른이들의 착각)                                         | Oh Ki-hwan | Jung Yi-jin | 27 de marzo de 2021   |
| 11  | The Beginning of a Breakdown (균열의 시작)                                     | Oh Ki-hwan | Jung Yi-jin | 30 de marzo de 2021   |
| 12  | Top Dog Relationship (갑의 연애)                                               | Oh Ki-hwan | Jung Yi-jin | 3 de abril de 2021    |
| 13  | The Best Relationship (최선의 연애)                                            | Oh Ki-hwan | Jung Yi-jin | 6 de abril de 2021    |
| 14  | The Collapse (파국)                                                            | Oh Ki-hwan | Jung Yi-jin | 10 de abril de 2021   |
| 15  | Not Yet Thirty (아직 낫서른)                                                   | Oh Ki-hwan | Jung Yi-jin | 13 de abril de 2021   |

### Ratings
Los números en color rojo indican las calificaciones más bajas, mientras que los números en azul indican las calificaciones más altas.

## Música
El OST de la serie está conformado por las siguientes canciones:

### Parte 1
| N.º | Intérprete | Canción                   | Letra | Música | Duración |
| --- | ---------- | ------------------------- | ----- | ------ | -------- |
| 1   | Raina      | "Waiting for You"         | -     | -      | 1:56     |
| 2   |            | "Waiting for You" (Inst.) | -     | -      | 1:56     |

## Producción
A finales de agosto de 2019 se anunció que el webtoon Born in 1985 de Hye-wo publicado en KakaoPage sería adaptado a una serie web. 
La serie web de romance y comedia también es conocida como Something about 30, How To Be thirty, Still Not Thirty y Not Yet 30.
La dirección está bajo el cargo de Oh Ki-hwan (오기환), quien contó con el apoyo del guionista Jung Yi-jin (정이진).
La primera lectura del guion fue realizada en 2020. Mientras que las filmaciones iniciaron en agosto del mismo año.
La serie web también contó con el apoyo de las compañías de producción Kakao M y Merry Christmas.

### Distribución internacional
La serie está disponible con subtítulos en varios idiomas en iQIYI (iQ.com) en el sudeste asiático, Hong Kong, Macao y Taiwán.
En el Reino Unido y Europa la serie está con subtítulos generados por la comunidad en Viki (Viki.com).